# Championnat de France de football de deuxième division 1966-1967
Navigation
Division Interrégionale 1965-1966 Division Interrégionale 1967-1968
Le Championnat de France de football D2 1966-1967 avec une poule unique de 18 clubs, voit l'attribution du titre à l'Athletic Club Ajaccien, qui accède à la première division en compagnie du Football Club de Metz et de l'Association sportive aixoise.
À la suite de l'abandon du statut pro de l'AS Cherbourg et du Toulouse FC, ainsi que de la relégation de trois équipes de première division et l'autorisation pour trois équipes d'utiliser des joueurs professionnels, la deuxième division sera composée de 19 clubs la saison suivante.

## Les 18 clubs participants
| - AS Aix - AC Ajaccio - AS Angoulême - Olympique avignonnais - SC Bastia - RCFC Besançon - AS Béziers - US Boulogne - AS Cannes | - ECAC Chaumont - AS Cherbourg - US Dunkerque - FC Grenoble - Limoges FC - FC Metz - SO Montpelliérain - Red Star Olympique - SC Toulon |

## Classement final
| #  | Club                   | Joués | V  | N  | D  | bp:bc | +/- | Points |
| -- | ---------------------- | ----- | -- | -- | -- | ----- | --- | ------ |
| 1  | AC Ajaccio             | 34    | 18 | 10 | 6  | 52-26 | +26 | 46     |
| 2  | FC Metz                | 34    | 17 | 10 | 7  | 46-26 | +20 | 44     |
| 3  | SC Bastia              | 34    | 19 | 6  | 9  | 48-34 | +14 | 44     |
| 4  | AS Aix                 | 34    | 15 | 13 | 6  | 51-24 | +27 | 43     |
| 5  | AS Béziers             | 34    | 16 | 9  | 9  | 46-36 | +10 | 41     |
| 6  | Olympique avignonnais  | 34    | 14 | 9  | 11 | 51-37 | +14 | 37     |
| 7  | SC Toulon              | 34    | 15 | 7  | 12 | 45-44 | +1  | 37     |
| 8  | SC Angoulême           | 34    | 15 | 6  | 13 | 48-35 | +13 | 36     |
| 9  | AS Cherbourg           | 34    | 12 | 11 | 11 | 47-52 | -5  | 35     |
| 10 | FC Grenoble            | 34    | 11 | 11 | 12 | 44-38 | +6  | 33     |
| 11 | Limoges FC             | 34    | 10 | 12 | 12 | 48-50 | -2  | 32     |
| 12 | RCFC Besançon          | 34    | 12 | 6  | 16 | 43-58 | -15 | 30     |
| 13 | US Boulogne            | 34    | 10 | 8  | 16 | 39-54 | -15 | 28     |
| 14 | Olympique Dunkerque    | 34    | 11 | 6  | 17 | 38-65 | -27 | 28     |
| 15 | AS Cannes              | 34    | 8  | 11 | 15 | 38-56 | -18 | 27     |
| 16 | Red Star Olympique CA. | 34    | 9  | 8  | 17 | 32-49 | -17 | 26     |
| 17 | SO Montpelliérain      | 34    | 8  | 8  | 18 | 32-48 | -16 | 24     |
| 18 | ECAC Chaumont          | 34    | 8  | 5  | 21 | 39-55 | -16 | 21     |

# position ; V victoires ; N match nuls ; D défaites ; bp:bc buts pour et buts contre
- Équipe professionnelle dissoute

 Victoire à 2 points

## À l’issue de ce championnat
- L’Athletic Club Ajaccien, le Football Club de Metz et l’Association sportive aixoise sont promus en championnat de première division.
- Équipes reléguées de la première division : le Nîmes Olympique, le Stade de Reims et le Stade Français.
- L’équipe professionnelle de l’AS Cherbourg est dissoute.
- L’équipe du Red Star Olympique intègre la première division, après un accord avec l'équipe professionnelle du Toulouse FC qui est dissoute.
- Le FC Lorient et l’Association Sportive Nancy-Lorraine sont autorisés à utiliser des joueurs dans une équipe professionnelle.
- Le Bataillon de Joinville intègre la division avec un statut spécial.

## Barrages pour l'accession en division 1
Les clubs de 2e division classés 3e et 4e vont rencontrer les clubs de 1re division classés respectivement 16e et 17e à l'issue du championnat.
Les barrages se déroulent sous la forme d'un mini tournoi avec les 4 équipes qui se rencontrent par matchs aller et retour.
À l'issue de ce tournoi, les deux premiers accèdent à la 1re division et les deux derniers descendent en 2e division.
| 1re journée - Association sportive aixoise 2-2 Nîmes Olympique - SEC Bastia 0-1 Toulouse FC | 2e journée - Toulouse FC 1-1 Association sportive aixoise - Nîmes Olympique 3-1 SEC Bastia | 3e journée - SEC Bastia 1-0 Nîmes Olympique - Association sportive aixoise 2-0 Toulouse FC | 4e journée - Toulouse FC 1-0 SEC Bastia - Nîmes Olympique 2-2 Association sportive aixoise |

| Rang | Équipe          | Pts | J | G | N | P | Bp | Bc | Diff |  | Résultats (▼ dom., ► ext.) | ASA | TFC | NO  | SECB |
| ---- | --------------- | --- | - | - | - | - | -- | -- | ---- |  | -------------------------- | --- | --- | --- | ---- |
| 1    | AS Aix          | 5   | 4 | 1 | 3 | 0 | 7  | 5  | +2   |  | AS Aix                     |     | 2-0 | 2-2 |      |
| 2    | Toulouse FC     | 5   | 4 | 2 | 1 | 1 | 3  | 3  | 0    |  | Toulouse FC                | 1-1 |     |     | 1-0  |
| 3    | Nîmes Olympique | 4   | 4 | 1 | 2 | 1 | 7  | 6  | +1   |  | Nîmes Olympique            | 2-2 |     |     | 3-1  |
| 4    | SEC Bastia      | 2   | 4 | 1 | 0 | 3 | 2  | 5  | -3   |  | SEC Bastia                 |     | 0-1 | 1-0 |      |

À l'issue des barrages, le Toulouse FC garde sa place en première division et l'Association sportive aixoise est promue.